# Східний кораловий аспід
Східний кораловий аспід (Sinomicrurus) — рід отруйних змій родини аспідових. Містить 7 видів.

## Опис
Загальна довжина представників цього роду коливається від 30 до 80 см. Спостерігається статевий диморфізм — самиці більші за самців. Голова помірного розміру. Рот маленький. Тулуб стрункий. Забарвлення здебільшого коричневе або буре з різними відтінками з численними темними, зазвичай чорними, поперечними або поздовжніми смугами. Черево жовте, кремове, біле. Хвіст за формою та забарвлення нагадує голову.

## Спосіб життя
Полюбляють ліси, гірські місцини. Зустрічаються на висоті 2000 м над рівнем моря. Активні вночі. Харчуються дрібними ссавцями, ящірками, птахами.
Це яйцекладні змії. Самиці відкладають до 10 яєць.
Отрута цих змій досить токсична й становить суттєву небезпеку для життя людини.

## Розповсюдження
Мешкають у Непалі, східній Індії, південно-східній Азії, у Китаї, на Тайвані, в Японії.

## Види
- Sinomicrurus hatori
- Sinomicrurus houi
- Sinomicrurus japonicus
- Sinomicrurus kelloggi
- Sinomicrurus macclellandi
- Sinomicrurus peinani
- Sinomicrurus sauteri